# Didier Meïr Long
Cet article concerne l'écrivain. Pour le metteur en scène, voir Didier Long. Pour les autres significations, voir Long.
Didier Meïr (מאיר) Long, né en 1965, est un essayiste, écrivain et théologien français. 
Entrepreneur pionnier du numérique en France , il a conçu Fnac.com puis 01Net en 1997-1999 avant d'être consultant chez Mckinsey. Il a ensuite co-fondé et dirigé le cabinet de conseil en stratégie digitale Kea-Euclyd fin 2001, intégré depuis 2017 au cabinet de conseil en stratégie  Kea & Partners. Il a ensuite créé le cabinet de stratégie numérique et IA BrainConnect.io  en 2023 et co-fondé le venture studio DeFi-AI Pioneer13 en 2025.
Artiste plasticien (sculpture, peinture) depuis 1990 sous le nom de frère Marc Artcan puis Meïr (מאיר) Long.Portraits il a présenté son travail avec l'architecte belge Jean Cosse  à la Biennale de Venise biennale de Venise en architecture (Architettura e spazio sacro nella modernita) en 1992.

## Biographie
Diplômé en théologie de l’Institut catholique de Paris, ancien moine bénédictin de l'Abbaye de la Pierre-Qui-Vire (1985-1995) et éditeur des éditions d'art roman Zodiaque. Didier Long devient ensuite directeur de production du premier CD Rom sur La Bible, conçoit le site “fnac.com” puis “01Net” et devient consultant chez McKinsey & Company avant de créer le cabinet de conseil, Euclyd en 2001. Il est senior Partner de Kea&Partners, au sein de la practice digitale Kea-Euclyd, de 2017 à 2023. Il est actuellement expert en stratégie chez BrainConnect.io qu'il a fondé en 2023 et co-fondateur du venture studio DeFi-AI Pioneer13 créé en 2025.
Didier Meir Long est l'auteur de plusieurs essais sur le judéo-christianisme ancien et le judaïsme traditionnel (séfarade) qu'il a rejoint après un long chemin marrane guidé par le Grand Rabbin Haim Harboun et le Grand Rabbin de France Haim Korsia. 
Corse par sa mère (Valli Trentanoï), disciple du Rabbin Haïm Harboun, il a montré l'influence de la mémoire juive marrane  dans l'histoire de la Corse et son âme.
Didier Meïr est expert de la communauté juive en France. Il a conseillé les principales organisations juives de France sur leur stratégie depuis 2022. Avec le Dr Dov Maimon du Jewish People Policy Institute, qui conseille l'Etat d'Israël et dirige sa stratégie envers l'Islam. Ensemble ils ont écrit : La fin des juifs de France ?